# Pegomya varipes
Pegomya varipes är en tvåvingeart som först beskrevs av Pokorny 1889.  Pegomya varipes ingår i släktet Pegomya och familjen blomsterflugor. Inga underarter finns listade i Catalogue of Life.